# 涵碧楼 (潮州)
涵碧楼，又称南昌起义军三师司令部旧址、潮州市博物馆涵碧楼革命纪念馆，位于中华人民共和国广东省潮州市湘桥区潮州西湖公园内，始建于民国十一年（1922年），原本为景观性建筑，后曾被用作东征军黄埔军校办事处、南昌起义军三师司令部等，现为潮州市博物馆的分馆。

## 历史
1977年1月，涵碧楼开放为潮安县革命纪念馆，楼内设有“潮州七日红”资料陈列。1980年2月，从潮安县博物馆分出部分人员和文物在涵碧楼成立潮州市博物馆。1983年8月，潮安县博物馆和潮州市博物馆合并为潮州市博物馆，馆址迁至海阳学宫，涵碧楼仍由市博物馆管理，改为革命纪念馆:823。
2000年4月，广东省精神文明建设委员会、广东省委宣传部公布涵碧楼为“广东省爱国主义教育基地”。2002年，涵碧楼被广东省人民政府公布为省级文物保护单位。